# Андерссон, Джессика
Йессика Элисабет Андершшон (швед. Jessica Elisabeth Andersson, род. 27 октября 1973 года в Спонга, Швеция) — шведская певица.

## Биография
До того, как стать известной, Йессика пела в шоу «Svensk Schlager» в Тролльхеттане. Также работала моделью, среди прочих, в шведской газете о моде Café.
В 2002 году, будучи на последних месяцах беременности приняла участие в первом сезоне реалити-шоу «Fame Factory».
С 2002 по 2006 год выступала в составе дуэта Fame вместе с победителем первого «Fame Factory» Магнусом Бэклюндом. В составе дуэта Fame представляла Швецию на Евровидение-2003 в Риге и заняла 5 место с песней «Give Me Your Love».
В 2003 году была названа самой сексуальной женщиной Швеции.
В 2006 году выступила с собственной версией песни Eurythmics «Sweet Dreams» на Детском Евровидении в качестве приглашённого артиста.
Осенью 2007 и весной 2008 года сыграла главную роль в мюзикле «Маленький магазин ужасов» (Little Shop of Horrors), созданном театром города Хальмстад, за эту роль получила «Золотую маску» (Guldmasken).
Получила звезду в парке славы Тролльхетан, после того, как осенью 2009 года местные жители назвали её «легендой» города.
В 2011 году Йессика заняла первое место в программе «Let’s Dance» канала TV4, где её партнером по танцам был Кристьян Лоотус.

## Личная жизнь
С 1994 по 1996 год была замужем за певцом Рикардом Андершшеном. 29 октября 2002 года родила сына Лиама в отношениях с музыкантом Юнасом Эриксоном.

## Дискография
- 2003 — Give Me Your Love (в составе Fame)
- 2009 — Wake Up
- 2013 — 40.14.4
- 2015 — Perfect Now
- 2016 — Once Upon a Christmas Night (совместно с Magnus Carlsson)[4]

## Участие в Melodifestivalen
Йессика участвовала в конкурсе Melodifestivalen несколько раз:

#### В составе дуэта Fame
- 2003 — Give Me Your Love. 1 место в полуфинале, 1 место в финале, 5 место на Евровидении-2003.
- 2004 — Vindarna vänder oss. 2 место в полуфинале, 6 место в финале.

#### Сольно
- 2006 — Kalla nätter. 5 место в полуфинале.
- 2007 — Kom. 4 место в полуфинале, проигрыш в первой дуэли "Второго шанса".
- 2010 — I Did It for Love. 3 место в полуфинале, выигрыш двух дуэлей "Второго шанса", 8 место в финале.
- 2015 — Can’t Hurt Me Now. 2 место в полуфинале, 11 место в финале.
- 2018 — Party Voice. 2 место в полуфинале, 11 место в финале.
- 2021 — Horizon. 5 место в полуфинале.